# Jari Vekkilä
Jari Markus Vekkilä (* 4. November 1975 in Karkkila) ist ein ehemaliger finnischer Basketballspieler.

## Leben
Vekkiläs erster Verein im Profibasketball war Forssan Alku in der Korisliiga in seinem Heimatland Finnland. Für die Mannschaft lief der 1,93 Meter messende Aufbauspieler in der Saison 1994/95 auf, zum Spieljahr 1995/96 wechselte er innerhalb der Liga zu Kotkan Työväen Palloilijat (KTP) in die Stadt Kotka. Dort stiegen Vekkiläs statistische Werte deutlich an, im Spieljahr 1996/97 erzielte er je Begegnung im Durchschnitt 17,6 Punkte.
Zur Saison 1997/98 nahm der Finne ein Angebot des deutschen Bundesligisten TTL Bamberg an. Vekkilä spielte dort 1997/98 an der Seite seines Landsmanns Markku Larkio, 1998/99 war mit Mikko Saviniemi ebenfalls ein Finne sein Bamberger Mannschaftskamerad. Vekkilä blieb in seinen beiden Bamberger Jahren unter Trainer Ken Scalabroni deutlich unter den statistischen Werten, die er vor seinem Gang ins Ausland in der heimischen Korisliiga verbucht hatte. 1997/98 erzielte er in der Bundesliga 3,9 Punkte/Spiel für Bamberg, 1998/99 dann 4,1. Auf europäischer Ebene trat er mit dem Bundesligisten im Korać-Cup an.
1999 kehrte er Kotkan Työväen Palloilijat (KTP) in sein Heimatland zurück, war dort im Spieljahr 1999/2000 wieder mehr im Angriff gefragt als in Bamberg und erzielte 15,5 Punkte pro Ligaspiel. Von 2000 bis 2003 stand Vekkilä bei Namika Lahti unter Vertrag (2000/01 auch im europäischen Vereinswettbewerb Saporta-Cup), von 2003 bis 2008 trug er erneut die KTP-Farben.
2017 kehrte er nach fast zehnjähriger Pause zu Kotkan Työväen Palloilijat und in die Korisliiga zurück und war mit 42 Jahren der älteste Spieler der höchsten finnischen Spielklasse. Er lief auch in der Saison 2018/19 noch in sechs Partien auf.
2001, 2004 und 2005 wurde er finnischer Pokalsieger, in der finnischen Meisterschaft erreichte Vekkilä 2002 den zweiten sowie 2001, 2004 und 2019 jeweils den dritten Platz.
Vekkilä wurde in 24 A-Länderspielen eingesetzt.